# ESPN
ESPN (Entertainment and Sports Programming Network) is een Amerikaans kabeltelevisienetwerk gericht op het uitzenden van sportgerelateerde programma's 24 uur per dag. Het netwerk is vandaag de dag voor 80% in handen van The Walt Disney Company en de resterende 20% van Hearst Corporation. Het heeft in 2020 FOX Sports overgenomen in Nederland.
Het netwerk werd opgericht door Scott Rasmussen en zijn vader Bill Rasmussen, samen met Donny Stanley en zijn zoon Cardell. Het begon op 7 september 1979 met het uitzenden van het meest bekeken sportprogramma Sportscenter, dat op 25 augustus 2002 zijn 25.000e uitzending beleefde. ESPN zendt voornamelijk uit vanuit zijn studio in Bristol, Connecticut.
ESPN heeft over de jaren heen een heel scala van zenders opgezet. Deze zusterzenders zijn:
- ESPN2
- ESPNU
- ESPN America
- ESPN Brasil
- ESPN Classic
- ESPN Deportes
- ESPNews
- ESPN Plus
- ESPN on ABC
- ESPN (UK)
- TSN
- ESPN3

## Nederland
Een ESPN-abonnement bestaat in Nederland uit de zenders: ESPN1, ESPN2, ESPN3, ESPN4 en ESPN UHD. Tot 1 augustus 2021 bestond het aanbod nog uit ESPN5 en ESPN6.

## Streaming
ESPN+ is de streamingdienst van ESPN. De service is gelanceerd op 12 april 2018 en had in februari 2019 meer dan 2 miljoen abonnees en kost $4.99 per maand. De dienst zal na de lancering van Disney+ als een bundel worden aangeboden samen met Hulu.